# استدعاء السلع الاستهلاكية

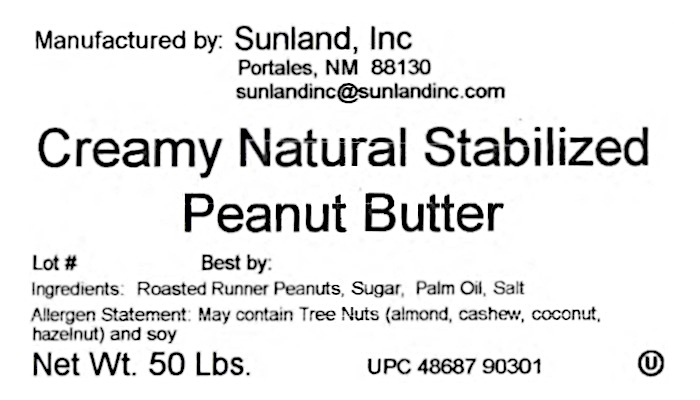

استدعاء السلع الاستهلاكية: بالإنجليزية Product recall هو أداة ووسيلة تمارس من قِبل كثير من الدول المتقدمة والشركات ذات السمعة الكبيرة؛ بهدف حماية المستهلك، وتكوين مصداقية بين المستهلك ومقدمي هذه السلع.

## لماذا يتم الاستدعاء؟
إن نظام استدعاء السلع (وخصوصًا ذات العيوب الخفية، وغير المطابقة لمواصفات الجودة والسلامة والأمان عند ظهورها عند منتج معين) 
وقد أدى تطور هذا النظام في السنوات الأخيرة إلى سحب كميات كبيرة من السلع والأصناف المتعددة، وخصوصًا السيارات وقطع غيارها، والأدوية، والأغذية، وألعاب الأطفال..إلخ، ويتم في حالات الاستدعاء للسلع: الاستبدال، الإصلاح إرجاع النقود والتعويض

## كيف يتم استدعاء وسحب السلع؟
يتم الاستدعاء بواسطة الدول أو الشركات من خلال هذا النظام بآلياته وتشريعاته القوية والتقنيات العالية والفنية، وقد يكون السحب من الجهات المسئولة مثل إدارات حماية المستهلك، وأحيانًا من قِبل الشركات نفسها، أو وكلائها بشكل طوعي لتكوين مصداقية مع المستهلكين، والخروج من المساءلات القانونية في حالة عدم التعمد للغش، أو إخفاء العيوب على أن تأخذ الشركات بكل الوسائل العلمية الصحيحة خلال مراحل الإنتاج، واتباعها للمواصفات المعتمدة لذلك.
- وأحيانًا يتم الاستدعاء بالتعاون مع الجهات الحكومية والشركات، وعند السحب يجب:
- سحب السلعة من الأسواق المحلية أو الخارجية، وأن تملك الشركات خارطة للتوزيع عن طريق نظام قوي للتعامل مع هذه الحالات الطارئة.
- إخطار المستهلك فورًا عن طريق الاتصال المباشر: (بالتليفون، الفاكس، بالإيميل e-mail)
- نشر المعلومات عن السلعة التي تم سحبها من خلال وسائل المعلومات المسموعة، المقروءة، المرئية، شبكات الإنترنت وغيرها، داخليًا وخارجيًا عن طريق الموردين والوكلاء، وإعطاء المستهلك المعلومات الصحيحة والشفافة، وكيفية الاستبدال، والإصلاح، والتعويض أو أي معلومات أخرى كفيلة بوقف الضرر بأنواعه المختلفة.

## تجارب علمية وعملية لسحب السلع (Product recall)
لا شك أن هناك تجارب قوية وخصوصًا في بعض الدول المتقدمة (الولايات المتحدة، أوروبا، أستراليا)، تُذكر هنا للاسترشاد بها على سبيل المثال وليس الحصر.
- ويمكن الاطلاع على هذه التجارب وكذلك متابعة السلع التي تسحب من تلك الدول من خلال شبكات الإنترنت سواء للدول أو للشركات الكبيرة، وذلك من خلال وضع كلمة: Product Recall متبوعة باسم الدولة مثل:

(الولايات المتحدة) Product Recall.us
(بريطانيا) Product Recall.uk
(أوروبا) Product Recall.eu
(أستراليا) Product Recall.au
- سوف نلاحظ سحب كميات وأصناف من الأدوية، والأغذية، وألعاب الأطفال، والسيارات، والأحذية.. وغيرها لأسباب علمية وفنية فيها من الغرابة، ولكنها تحمل معاني كبيرة لحماية المستهلك، مثلاً كأن تسحب أحذية نسائية بملايين القطع من السوق الأمريكي لتواجد نسبة عالية من الرصاص في الطلاء المستخدم مما قد يشكل خطورة.. وهكذا في لعب الأطفال، والملابس النسائية، وأدوات التجميل، ولعلنا تابعنا سحب كميات كبيرة من السيارات من ماركات مختلفة شملت دول أوروبا وأمريكا واليابان.
- ويمكن الرجوع لكل هذا بشكل يومي ودراسة مثل هذه التجارب.. ويمكن أيضًا للمستهلك متابعة هذه الشبكات وأعني هنا الرسمية إما الحكومية أو من قِبل الشركات المنتجة، أو بالتعاون بين الطرفين.